# Google スプレッドシート
Google スプレッドシート（英: Google Sheets）は、Googleが提供する表計算ソフトである。Google スプレッドシートは、ウェブブラウザ、Android、iOS、iPadOS、ChromeOSで利用できる。Microsoft ExcelやOpenDocumentのファイル形式も扱える。
Google スプレッドシートでは、他のユーザとリアルタイムで共同作業しながら、オンラインでファイルを作成および編集できる。編集は、変更を示す改訂履歴とともにユーザーによって追跡される。編集者の位置はそれぞれ固有の色とカーソルで強調表示される。権限システムはユーザが実行できることを制限する。
大半の機能は無償で利用可能だが、一部のプレミアム機能は有償契約（Google OneとGoogle Workspace）のフリーミアムとなっている。
Googleのサービスには他に、Google ドキュメント、Google スライド、Google 図形描画、Google フォーム、Google Sites、Google Keepなどがある。 

## 沿革
Google スプレッドシートは、2Web Technologiesが開発したWebベースの表計算アプリケーションであるXL2Webに由来し、Jonathan RochelleとFarzad“ Fuzzy” Khosrowshahiによって設立された。XL2Webは、2006年にGoogleに買収され、Google Labsのスプレッドシートとなった。
2006年6月6日、限られた数のユーザーを対象としたテストとして、先着順で開始された。限定テストは、公式発表のプレスリリースが発行されたのとほぼ同時に、すべてのGoogleアカウント所有者が利用できるベータ版に置き換えられた。
2010年3月、Googleはオンラインドキュメントコラボレーション会社DocVerseを買収した。DocVerseは、Excel互換ドキュメント、およびWordやPowerPointなどの他のMicrosoft Office形式でのマルチユーザーオンラインコラボレーションを可能にした。DocVerseに基づく改善が発表され、2010年4月に展開された。
2012年6月、Googleはモバイルデバイス向けのフリーウェア独自の生産性スイートであるQuickofficeを買収した。
2012年10月、Google SpreadsheetsはGoogle Sheetsに名前が変更され、Chromeの新しいタブページにGoogle スプレッドシートへのショートカットを提供するChromeアプリがリリースされた。
2014年6月、Googleは、Google スプレッドシートで作成されたファイルのみを含むSheets専用のウェブサイトホームページを公開した。
2014年、GoogleはAndroidおよびiOSへGoogle スプレッドシート専用のモバイルアプリをリリースした。
2015年、Sheetsのモバイルウェブサイトが「よりシンプルで統一された」インターフェースに更新された。ユーザはモバイルウェブサイトからスプレッドシートを読むことができるが、編集しようとしているユーザーはモバイルアプリにリダイレクトされ、モバイルウェブでの編集が不要になる。
2016年9月29日、「データ探索」などの機械学習を使用した機能が導入され、スプレッドシートで自然言語の質問に基づいて回答が提供された。2024年1月30日、廃止された。
2024年6月24日、有償契約者のプレミアム機能として、Google スプレッドシート内でGeminiが利用可能になった。

## プラットフォーム
Google スプレッドシートは、Google Chrome、Microsoft Edge、Mozilla Firefox、Internet Explorer 、Safari WebブラウザでサポートされるWebアプリケーションである。ユーザは、Googleドライブのウェブサイトから、すべての表計算ファイルにまとめてアクセスできる。

## 特徴

### 編集

#### コラボレーションと改訂履歴
Google スプレッドシートは、スプレッドシートをリアルタイムで共同編集するための共同ツールとして機能する。ドキュメントは、複数のユーザが同時に共有、開く、編集することができ、他の共同編集者が編集するときに、ユーザは文字ごとの変更を確認できる。変更はGoogleのサーバに自動的に保存され、改訂履歴は自動的に保持されるため、過去の編集を表示して元に戻すことができる。編集者の現在の位置は、編集者固有の色/カーソルで表されるため、別の編集者がドキュメントのその部分を表示している場合は、編集内容を確認できる。サイドバーチャット機能により、共同編集者は編集について話し合うことができる。改訂履歴により、ユーザはドキュメントに追加された内容を確認でき、各作成者は色で区別されます。隣接するリビジョンのみを比較でき、ユーザはリビジョンを保存する頻度を制御できない。ファイルは、PDFやOffice OpenXMLなどのさまざまな形式でユーザのローカルコンピューターにエクスポートできる。Google スプレッドシートは、アーカイブおよび組織化の目的でタグ付けをサポートしている。

#### データ探索（2024年1月30日廃止）
2016年9月にGoogleドライブスイート全体でリリースされた「データ探索」は、機械学習を通じて追加機能を有効にする。Google スプレッドシートでは、Exploreを使用すると、ユーザは「ブラックフライデーに販売されたユニットの数」などの質問をすると、Exploreは、数式の知識を必要とせずに回答を返す。2017年6月、GoogleはGoogle スプレッドシートの探索機能を拡張し、グラフを自動的に作成し、データを視覚化した。また、12月には、ピボットテーブルを自動的に作成できる機械学習機能を拡張した。2024年1月30日、廃止した。

#### アクションアイテム
2016年10月、Googleはスプレッドシートに「アクションアイテム」を追加することを発表した。ユーザがシート内でタスクを割り当てると、サービスはそのアクションを指定されたユーザにインテリジェントに割り当てる。Googleは、これにより、他の共同作業者がタスクの責任者を視覚化するのが容易になると述べている。ユーザがGoogleドライブまたはシートにアクセスすると、それらに割り当てられたタスクを含むファイルがバッジで強調表示される。

#### アドオン
2014年3月、Googleはアドオンを導入した。アドオンとは、Google スプレッドシートの機能を追加するサードパーティの開発者による新しいツールである。

#### オフライン編集
パソコンでGoogle スプレッドシートをオフラインで表示および編集するには、Chrome Webブラウザを使用している必要がある。Chrome拡張機能であるGoogleドキュメントオフラインを使用すると、ユーザはGoogleドライブのウェブサイトでシートやその他のドライブスイートファイルのオフラインサポートを有効にできる。AndroidおよびiOSアプリは、オフライン編集をネイティブにサポートする  。

#### Webクリップボード（2017年9月13日廃止）
簡単な検索と置換ツールが利用可能である。このサービスには、ユーザがGoogle スプレッドシートとドキュメント、スライド、および図面の間でコンテンツをコピーして貼り付けられるWebクリップボードツールがある。Webクリップボードは、異なるコンピュータ間でコンテンツをコピーして貼り付けるためにも使用できる。コピーされたアイテムは、最大30日間Googleのサーバーに保存される。2017年9月13日廃止。

### サポートされているファイル形式
下記のファイル形式を表示し、Google スプレッドシート形式に変換できる。
- Microsoft Excel - xls（Microsoft Office 95以降のファイル）、xlsx、xlsm、xlt、xltx、xltm
- OpenDocument - ods
- テキストファイル - csv、tsv、txt、tab

ドキュメント全体のサイズは500万セルに制限される。

### Google Workspace
Google スプレッドシートとその他のGoogle Docs Editorsスイートは個人で無料で使用できるが、Google スプレッドシートはGoogleによるビジネスに焦点を当てた機能Google Workspace（以前のG Suite）サービスの一部としても利用できる。

### チャートおよびウィキペディアとの統合
Google スプレッドシートはGoogle Charts を作成でき、Wikipediaとの統合を可能にするサードパーティのプラグインを備えている。

### Microsoft Officeファイル編集用のGoogle Chrome拡張機能
Googleは「ドキュメント、スプレッドシート、スライドで Office ファイルを編集」と呼ばれるGoogle Chromeウェブブラウザの拡張機能を提供している。これにより、ユーザはスプレッドシートアプリを介してGoogle ChromeでMicrosoft Excelドキュメントを表示および編集できる。この拡張機能は、Chromeを使用してコンピュータに保存されているExcelファイルを開くため、そしてWeb上で検出されたファイル（電子メールの添付ファイル、Web検索結果などの形式）をダウンロードせずに開くために使用できる。拡張機能はデフォルトでChromeOSにインストールされている。2019年6月以降、機能はネイティブに存在するため、この拡張機能は不要となった。

### Google Cloud Connect（2013年4月30日廃止）
Googleドライブが導入される前、Google Cloud Connectは、Microsoft Office 2003、2007、2010のプラグインであり、 Excelドキュメントを自動的に保存してGoogle スプレッドシートに同期することができた。オンラインコピーは、Microsoft Excelドキュメントが保存されるたびに自動更新された。Microsoft Excelドキュメントはオフラインで編集し、後でオンラインで同期することができる。Google Cloud Connectは、以前のMicrosoft Excelファイルのバージョンを維持し、複数のユーザーが同じドキュメントで同時に作業することで共同作業できるようにした。ただし、Googleによると、Googleドライブは上記のすべてのタスクを「より良い結果で」達成するため、Google Cloud Connectは2013年4月30日をもって廃止となった。

### 閏年問題
Microsoft Excelには1900うるう年バグあるが、Google スプレッドシートは、1900年3月1日より前のすべての日付を増やすことでこのバグを「修正」しているため、「0」を入力して日付としてフォーマットすると、1899年12月30日が返される。一方で Excelは、「0」を1899年12月31日として扱う。これは、1900年1月0日を読み取るようにフォーマットされている。